# Grande Prémio da Fundação da Casa da Química
O Grande Prémio da Fundação da Casa da Química (em francês:  Grand Prix de la Fondation de la Maison de la Chimie) é um prémio bienal de química,  destinado a recompensar uma obra original no domínio da química em benefício do homem, da vida, da sociedade ou da natureza.

## Laureados
- 1986 - Paul Hagenmuller[2]
- 1989 - Michael Elliott[2]
- 1991 - Rudolf Wiechert[2]
- 1994 - Mark Vol'Pin[2]
- 1996 - Claude Helene[2] e Peter B. Dervan[3]
- 1998 - Herbert W. Roesky[3]
- 2000 - Guy Ourisson[3]
- 2002 - Hisashi Yamamoto[3] e Henri Kagan[3]
- 2004 - Neil Bartlett[4] e Peter B. Dervan[4]
- 2006 - Jerrold Meinwald[4] e Thomas Eisner[4]
- 2008 - John T. Groves[4] e Jean-Pierre Maffrand[4]
- 2010 - Jean Frechet[5] e  e Gérard Ferey[5]
- 2012 - Ludwik Leibler[5]
- 2014 - Jean-Pierre Sauvage[5]
- 2016 - Vincenzo Balzani[5]